# Eparchia Barentu
Eparchia Barentu (łac. Eparchia Berentuana) – eparchia Kościoła katolickiego obrządku erytrejskiego w Erytrei, z siedzibą w mieście Barentu w regionie Gasz-Barka. Została erygowana jako sufragania metropolitalnej archieparchii Addis Abeby 21 grudnia 1995 r. konstytucją apostolską Quia opportunum papieża Jana Pawła II. Eparchia powstała poprzez wyłączenie z terytorium eparchii Asmary. 

## Biskupi
- Luca Milesi OFMCap. (21 grudnia 1995 - 4 października 2001)
- Thomas Osman OFMCap. (od 4 października 2001-)